# 学校法人倉田学園
学校法人倉田学園（がっこうほうじんくらたがくえん）とは、香川県の学校法人。本部は香川県丸亀市大手町一丁目に所在する。

## 歴代理事長
括弧内は在任期間を記している。
- 倉田三朗（昭和14年9月～昭和40年5月）
- 倉田キヨヱ（昭和40年5月～平成9年3月）
- 倉田康男（平成9年4月～平成29年3月）
- 倉田眉貴子（平成29年4月～在任中）